# Francisco Ameliach
Francisco José Ameliach Orta (Valencia, Venezuela; 14 de junio de 1963) es un político y militar venezolano. Fue Presidente de la Asamblea Nacional (2003-2005), Gobernador del Estado Carabobo (2012-2017), y Ministro del Despacho de la Presidencia de Hugo Chávez Frías (2010-2011). Actualmente es Representante de la Asamblea Nacional ante el Consejo de Estado. En referencia a cargos de elección popular, es Diputado a la Asamblea Nacional, reelecto en cinco (5) periodos constitucionales, desde el año 2000 hasta el 2025; y fue Diputado en la Asamblea Nacional Constituyente de 1999 y 2017.

## Juventud, familia y educación
Nació el 14 de junio de 1963 en Valencia, estado Carabobo. Realiza estudios primarios y parte de sus estudios secundarios en el Colegio Don Bosco de Valencia. Finalmente se gradúa de bachiller en el liceo militar Los Próceres. Es egresado de la Academia Militar de Venezuela en 1984 como licenciado en Ciencias y Artes Militares. Sus padres son José Manuel Ameliach Núñez y Ninfa Esther Orta de Ameliach. Su abuelo materno, José Manuel Orta Fabrega, fundó el Instituto Deportivo Inter Barrios (IDIB) alrededor de los años 60. Su padre, José Manuel Ameliach Núñez, junto a Francisco Ameliach crearon la Fundación Deportiva Orta Fabrega en 2005, en honor a su abuelo.

## Carrera política
Participó en la asonada golpista del 4 de febrero de 1992 liderada por el teniente coronel Hugo Chávez, luego de ser reinsertado en la Fuerza Armada Nacional Bolivariana, pidió su pase a retiro en 1999 con el grado de mayor para presentar su candidatura a la Asamblea Nacional Constituyente, encargada de redactar una nueva carta magna en la que resultó elegido por su estado natal.
Miembro el Movimiento V República (MVR), de Chávez, por este partido fue elegido diputado al parlamento nacional el 6 de enero de 2000. En las elecciones legislativas de 2005 fue reelegido en el cargo de diputado. En 2008 se postuló como precandidato del PSUV para disputar la gobernación de Carabobo, pero perdió ante el conductor televisivo Mario Silva. Luego de esto para las elecciones a la Gobernación es Postulado por el presidente Chávez.
El 16 de diciembre de 2012 fue elegido como gobernador de Carabobo.

## Gobernación del estado Carabobo
El 16 de diciembre de 2012 gana las Elecciones regionales de Venezuela de 2012, convirtiéndose en el Gobernador electo del Estado Carabobo para el período 2013-2017.
El 16 de febrero de 2014, durante las protestas de ese año, escribió en su cuenta de Twitter: "UBCH a prepararse para el contraataque fulminante. Diosdado dará la orden #GringosYFascistasRespeten", junto a una foto del expresidente Chávez. El 17 de febrero Ameliach anunció que las marchas de protesta no estaban permitidas en los barrios ubicados al sur de la ciudad de Valencia, por precauciones de seguridad. Advirtió desde Twitter que el expresidente de la Asamblea Nacional Diosdado Cabello daría la orden a las UBCH a que atacaran a los manifestantes diciendo "Tengan cuidado gringos y fascistas".

## Sanciones
Ameliach fue sancionado el 9 de agosto de 2017 por el Departamento del Tesoro de Estados Unidos a quien inmobilizó los bienes en ese país relacionados por la persistencia de imponer la Asamblea Nacional Constituyente.

## Vida personal
Francisco Ameliach es primo de María Carolina Ameliach, magistrada del Tribunal Supremo de Justicia de Venezuela.